# Đại đô thị São Paulo
Đại đô thị São Paulo (tiếng Bồ Đào Nha: Região Metropolitana São Paulo) là một vùng đô thị ở Brasil với thành phố São Paulo là trung tâm. Dân số vùng đô thị này năm 2009 là 19.889.559 người. Đây là vùng đô thị lớn nhất Brasil.
Một thuật ngữ cụ thể về mặt pháp lý xác định, Região Metropolitana São Paulo (RMSP), một định nghĩa cho Metropolitan São Paulo, bao gồm 39 thành phố, bao gồm cả vốn, São Paulo.
RMSP São Paulo được biết đến như một trung tâm tài chính và kinh tế của Brazil, với tổng dân số 19.683.975 người (điều tra dân số quốc gia năm 2010). Các thành phố lớn nhất là São Paulo, với dân số 11.253.503 người, Guarulhos với dân số 1.221.979 người, cộng với một số thành phố với hơn 100.000 cư dân, chẳng hạn như São Bernardo do Campo (765.463 dân) và Santo André (676.407 dân). Các khu vực ABC (từ Santo André, São Bernardo do Campo và São Caetano do Sul) ở phía nam của Grande São Paulo là một vị trí quan trọng cho các tập đoàn công nghiệp, chẳng hạn như Volkswagen và Ford. Nó đại diện cho thành phố "cốt lõi" của khu vực lớn hơn.